# Bimota YB9
La Bimota YB9 (chiamata anche YB9 Bellaria 600) è una motocicletta costruita dalla casa motociclistica italiana Bimota dal 1990 al 1998.

## Descrizione

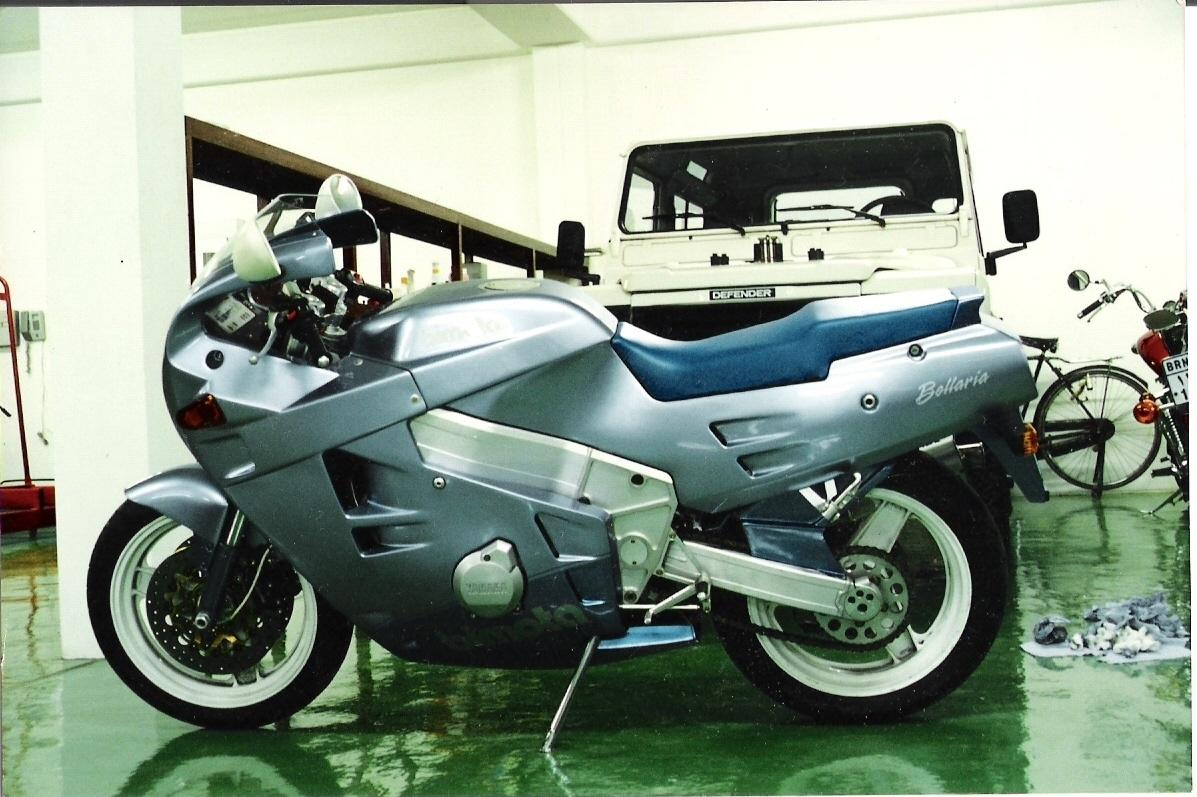
Bimota Bellaria

Presentata nel 1989, la YB9 montava un motore a quattro cilindri in linea a quattro tempi da 598 cm³ alimentato da quattro carburatori Mikuni da 38 mm di diametro, derivato direttamente da quello montato sulla FZR600, attraverso un accordo di fornitura tra il costruttore italiano e quello nipponico.
Questo motore, che svolge anche funzione strutturale, è circondato da un telaio in alluminio la cui costruzione è identica a quella della Bimota YB8. La frenata è assicurata da un sistema fornito dalla Brembo, grazie a due dischi da 300 mm di diametro all'anteriore morsi da pinze radiali a quattro pistoncini e un disco da 230 mm di diametro al posteriore coadiuvato da una pinza a doppio pistoncino. Sia la forcella telescopica rovesciata da 40 mm all'avantreno che il monoammortizzatore al retrotreno sono della Marzocchi. I cerchi a tre razze in alluminio sono della Oscam.

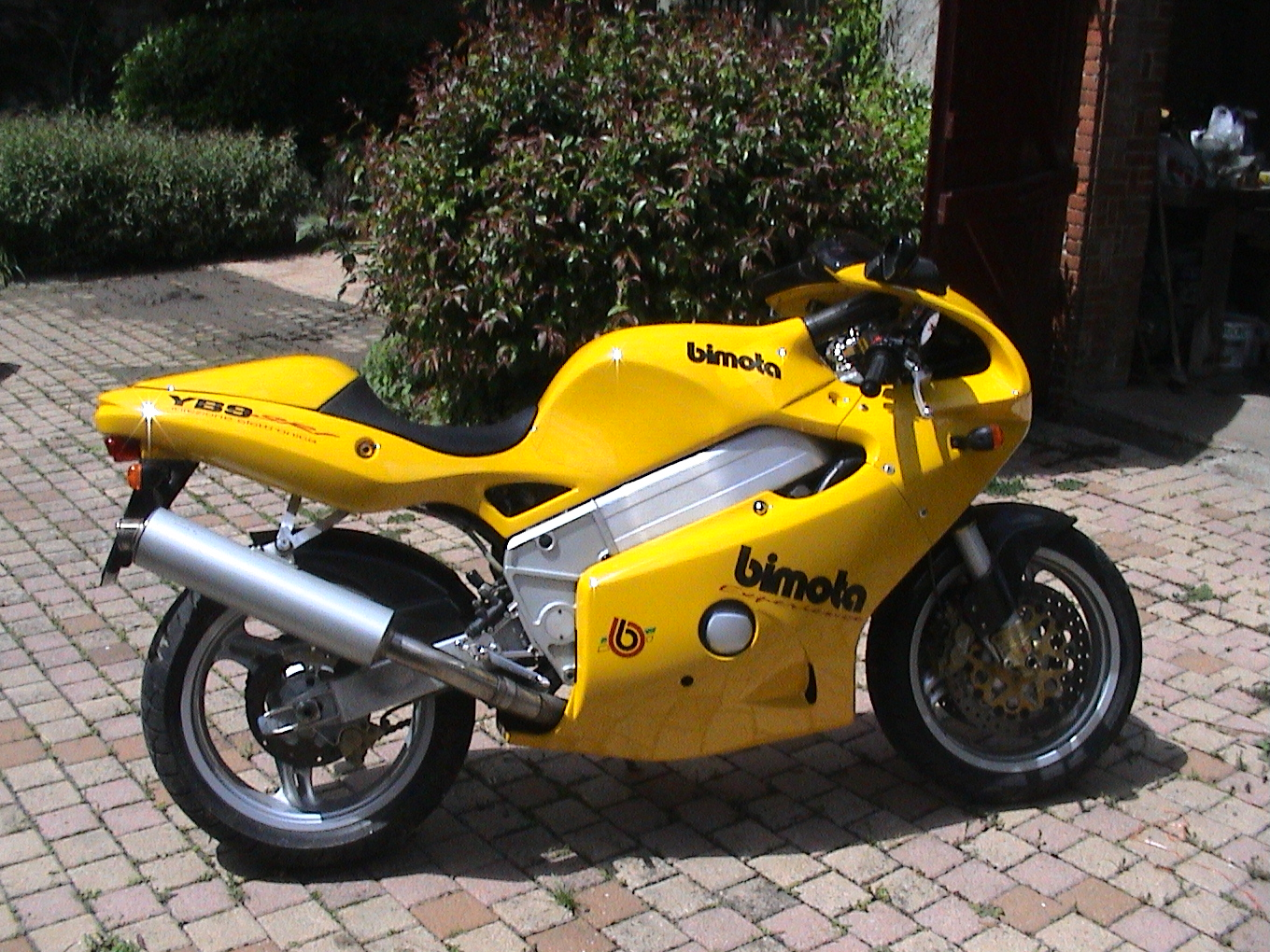
YB9 SRI

### YB9 SR
La YB9 SR è un'evoluzione della YB9 Bellaria introdotta nel 1994. La potenza del motore sale a 100 cavalli a 11500 giri/min grazie a quattro carburatori Keihin da 26 mm di diametro.
Il telaio rimane lo stesso, ma la forcella e l'ammortizzatore sono sostituiti da elementi Paioli. Il diametro dei dischi freno anteriori aumenta a 320 mm.
I cerchi in alluminio vengono prodotti dalla Marchesini e sono verniciati di nero. Il peso scende a 175 kg a secco.

### YB9 SRI
Nel 1995 viene introdotta la YB9 SRI, la quale introduce l'iniezione elettronica del carburante al posto dei carburatori; inoltre l'SRI aggiunge un airbox in fibra di carbonio, una luce di posizione, un nuovo cupolino che migliora il coefficiente aerodinamico.
I cerchi, sempre in alluminio, sono realizzati dalla Antera e sono verniciati in argento.